# BSG KKW Greifswald
| KKW Greifswald              | KKW Greifswald                                                   | KKW Greifswald                                                   |
| Logo der BSG KKW Greifswald | Logo der BSG KKW Greifswald                                      | Logo der BSG KKW Greifswald                                      |
| Vereinsdaten                | Vereinsdaten                                                     | Vereinsdaten                                                     |
| --------------------------- | ---------------------------------------------------------------- | ---------------------------------------------------------------- |
| Gründung                    | 15. August 1968                                                  | 15. August 1968                                                  |
| Mitglieder                  | 800 (1989)                                                       | 800 (1989)                                                       |
| Vereinsfarben               | Rot-Weiß                                                         | Rot-Weiß                                                         |
| Sportarten                  | Fußball, Leichtathletik, Volleyball, Tischtennis, Kegeln, Schach | Fußball, Leichtathletik, Volleyball, Tischtennis, Kegeln, Schach |
| Fußball-Abteilung           |                                                                  |                                                                  |
| Spielklasse                 | DDR-Liga, Bezirksliga Rostock                                    | DDR-Liga, Bezirksliga Rostock                                    |
| Spielstätte                 | Volksstadion Greifswald (15.000)                                 | Volksstadion Greifswald (15.000)                                 |
| Trainer                     | Sass, Werner, Kopp, Nieber, Brusch, Schröder, Moschke            |                                                                  |
| Spielkleidung               | heim: rot, auswärts: weiß-rot                                    |                                                                  |
| Volksstadion                |                                                                  |                                                                  |

Die Betriebssportgemeinschaft Kernkraftwerk Greifswald, kurz KKW Greifswald, war eine Greifswalder Sportgemeinschaft, die 1968 gegründet wurde. Sie führte bis Mitte Oktober 1975 den Namen KKW Nord Greifswald.

## Fußball

### Geschichte
Hervorgegangen ist die BSG KKW Greifswald aus der BSG Einheit Greifswald. Der für die Betriebssportgemeinschaft zunächst am 15. August 1968 eingeführte Name „BSG Kernkraftwerk Nord“ nahm Bezug auf den Baubeginn des größten Kernkraftwerkes der DDR, dem Kernkraftwerk Greifswald im nahe gelegenen Lubmin. Den Sportlern wurde dadurch größere finanzielle Unterstützung zuteil und für die sogenannte „Großbaustelle der DSF“ konnte auch über die Sportnachrichten Imagepflege betrieben werden. Als Trägerbetrieb fungierte zunächst der VEB Kombinat Kraftwerksanlagenbau. Nach Fertigstellung des Kernkraftwerkes übernahm der VEB Kernkraftwerk „Bruno Leuschner“ die Trägerschaft für die BSG, die daraufhin aus ihrem Namen den Zusatz „Nord“ strich.
Die Fußballabteilung BSG KKW Greifswald spielte von 1968 bis 1990 fast ausnahmslos in der zweitklassigen DDR-Liga und bestimmte dort das Niveau mit. Die Heimstätte von KKW war das Volksstadion in Greifswald, die Vereinsfarben waren Rot-Weiß. Ende der 1980er Jahre hatte sich das Kombinat Kernkraftwerke dazu entschlossen, seine Fußballabteilung in der höchsten Spielklasse, der DDR-Oberliga, zu etablieren. Eine Partnerschaft mit Hansa Rostock sorgte für spielerisches Potenzial. Umfangreiche Baumaßnahmen im Volksstadion wurden durchgeführt, um es oberligatauglich zu machen. Für die Pläne eines überdachten Stadions kam der Umbruch des Jahres 1989 um zwei Jahre zu früh. Auf Druck der Anrainerstaaten Schweden und Dänemark beschloss die Bundesregierung 1990 die komplette Stilllegung des Kernkraftwerks. Nachdem mit der deutschen Wiedervereinigung die Gründung von Sportvereinen wieder möglich wurde, gründeten 1990 die Sportler der BSG KKW den neuen Verein Greifswalder SC und knüpften damit an den traditionsreichen Verein der Vorkriegszeit an.

### Spieler

#### Ausgewählte Mannschaften
Aufgebot 1978/79:
Tor: Harald Socher (14 Spiele/0 Tore), Manfred Pohl (8/0), Detlef Last, Uwe Nerstheimer – Abwehr: Klaus-Dieter Feske (18/0), Wolfgang Feske (22/0), Gerd Bekendorf (10/0), Harald Gellentin (20/0), Jürgen König (7/0), Günter Köpsel (11/1), Andreas Mähl (17/0) – Mittelfeld: Wolfgang Schröder (22/2), Klaus-Dieter Uteß (9/1), Rainer Wollschläger (12/0) Hartmut Schmidt (4/0), Torsten Schmidt (7/2), Uwe Stolla (9/0), Karl-Heinz Liefländer (4/1), Dieter Wienhold – Sturm: Ulrich Seidel (19/5), Herbert Nekwapil (20/7), Wolfgang Schumann (22/7), Reinhard Retzlaff (14/2), Dieter Risch (4/0), Detlef Schulz (1/0)
 (Trainer: Ferdinand Brusch)
Stammelf 1986/87:

Peter Rost (19 Spiele/0 Tore) – Fred Krohn (33/3), Sven Krahmer (30/1), Norbert Töllner (33/0), Frank Wriedt (30/0) – Maik Ehlert (30/2), Andreas Mähl (23/1), Jörg Seering (34/17) – Holger Jung (34/5), Wolfgang Schumann (26/7), Peter Bartz (21/6)
 (Ersatz: Thomas Meier (16/0)- Peter Bartz (21/0), Bernd Wischow (31/2), Frank Radloff (12/0), Andreas Zachhuber (8/0) Trainer: Harri Schröder)
Stammelf 1989/90:

Peter Rost (16 Spiele/0 Tore) – Frank Wriedt (33/3), Andreas Priebe (31/3), Norbert Töllner (31/0), Rainer Bertram (26/0) – Sven Berkenhagen (29/2), Bernd Wunderlich (26/1), Ralf Humbold (29/6), Marcus Piehl (32/7) – Ralf Steinfurth (16/8), Peter Bartz (27/6) (Ersatz: Jörg Böhme (später Hirdina 14/0), Thomas Meier (5/0) - Detlef Witte (17/5), Mayk Bullerjahn (8/0), Maik Strehlow (1/0) -  Holger Jung (25/2), Ralf Kleiminger (22/0), Steffen Kriesen (6/0), Maik Ehlert (6/1), Maik Töllner (2/0) - Claude Kluth (13/1), Axel Fuchs (11/2), Mike Gerth (1/0)  –- Trainer: Wolfgang Moschke 29 Spiele, Andreas Krüger 5 Spiele)

#### Frühere bzw. spätere Oberligaspieler
- Mayk Bullerjahn, 1988 von Hansa Rostock (33 Einsätze)
- Jens Dowe, ab 1989 Hansa Rostock (34 Oberl., 88 Bundesl.), später 1860 München, HSV
- Henri Fuchs, ab 1982 Hansa Rostock (61 Oberl., 23 Bundesl.), ab 1991 1. FC Köln (16)
- Dietrich Gaatz, 1974 Hansa Rostock (1 Oberligaspiel)
- Axel Hauschild, 1988 von Hansa Rostock (46)
- Bernd Jessa, ab 1971 Hansa Rostock (11 Oberl.), ab 1976 1. FC Union Berlin (32 Oberl.)
- Ralf Kleiminger, 1987 vom 1. FC Magdeburg (2, vorher Hansa Rostock 30)
- Fred Krohn, 1985 von Stahl Brandenburg (2 Oberligaspiele)
- Lothar Lehmann, ab 1973 Energie Cottbus (11)
- Eckart Märzke, ab 1971 Hansa Rostock (94), ab 1980 Stahl Brandenburg (59)
- Wolfgang Schumann, 1986 über Vorwärts Stralsund von Hansa Rostock (20)
- Jörg Seering, 1980 von Hansa Rostock (80)
- Olaf Spandolf, 1982 von Hansa Rostock (24)
- Ralf Steinfurth, ab 1979 Vorwärts Frankfurt/O. (34)
- Hilmar Weilandt, ab 1980 Hansa Rostock (83 Oberl., 160 Bundesl.)
- Norbert Wollschläger, 1984 von Hansa Rostock (7)
- Frank Wriedt, ab 1987 Hansa Rostock (26), ab 1989 wieder KKW Greifswald
- Bernd Wunderlich, 1989 von Hansa Rostock (39, vorher Vorwärts Frankfurt/O., 101)
- Andreas Zachhuber, 1986 von Hansa Rostock (67)

#### Frühere bzw. spätere Bundesligaspieler
- Sven Berkenhagen, ab 1991 Stuttgarter Kickers (35), ab 1994 Eintracht Braunschweig (28)

### Fußball-Statistik
| Saison  | Spielklasse           | Endplatzierung |
| ------- | --------------------- | -------------- |
| 1968/69 | DDR-Liga Staffel Nord | 13.            |
| 1969/70 | DDR-Liga Staffel Nord | 6.             |
| 1970/71 | DDR-Liga Staffel Nord | 10.            |
| 1971/72 | DDR-Liga Staffel A    | 5.             |
| 1972/73 | DDR-Liga Staffel A    | 6.             |
| 1973/74 | DDR-Liga Staffel A    | 6.             |
| 1974/75 | DDR-Liga Staffel A    | 2.             |
| 1975/76 | DDR-Liga Staffel A    | 6.             |
| 1976/77 | DDR-Liga Staffel A    | 6.             |
| 1977/78 | DDR-Liga Staffel A    | 4.             |
| 1978/79 | DDR-Liga Staffel A    | 9.             |
| 1979/80 | DDR-Liga Staffel A    | 9.             |
| 1980/81 | DDR-Liga Staffel A    | 12. ▼          |
| 1981/82 | Bezirksliga Rostock   | 1. ▲           |
| 1982/83 | DDR-Liga Staffel A    | 12. ▼          |
| 1983/84 | Bezirksliga Rostock   | 1.             |
| 1984/85 | Bezirksliga Rostock   | 1. ▲           |
| 1985/86 | DDR-Liga Staffel A    | 6.             |
| 1986/87 | DDR-Liga Staffel A    | 9.             |
| 1987/88 | DDR-Liga Staffel A    | 7.             |
| 1988/89 | DDR-Liga Staffel A    | 12.            |
| 1989/90 | DDR-Liga Staffel A    | 6.             |

## Namentlicher Werdegang bis 1990
- Greifswalder SC 1926–1939
- Einheit Greifswald 1946–1968
- BSG KKW Greifswald 1968–1990